# NGC 4557
NGC 4557 – gwiazda optycznie potrójna znajdująca się w gwiazdozbiorze Warkocza Bereniki. Skatalogował ją Guillaume Bigourdan 22 kwietnia 1886 roku jako „zamgloną gwiazdę”. Poszczególne gwiazdy mają jasności obserwowane 14, 15 i 16m. W niektórych starszych katalogach (np. MCG, PGC) pod nazwą NGC 4557 błędnie skatalogowano inne obiekty.